# النجدين (جحانة)

تعديل مصدري - تعديل

النجدين هي إحدى قرى عزلة مسور بمديرية جحانة التابعة لمحافظة صنعاء، بلغ تعداد سكانها 393 نسمة حسب تعداد اليمن لعام 2004.